# Haus Lichtenegg

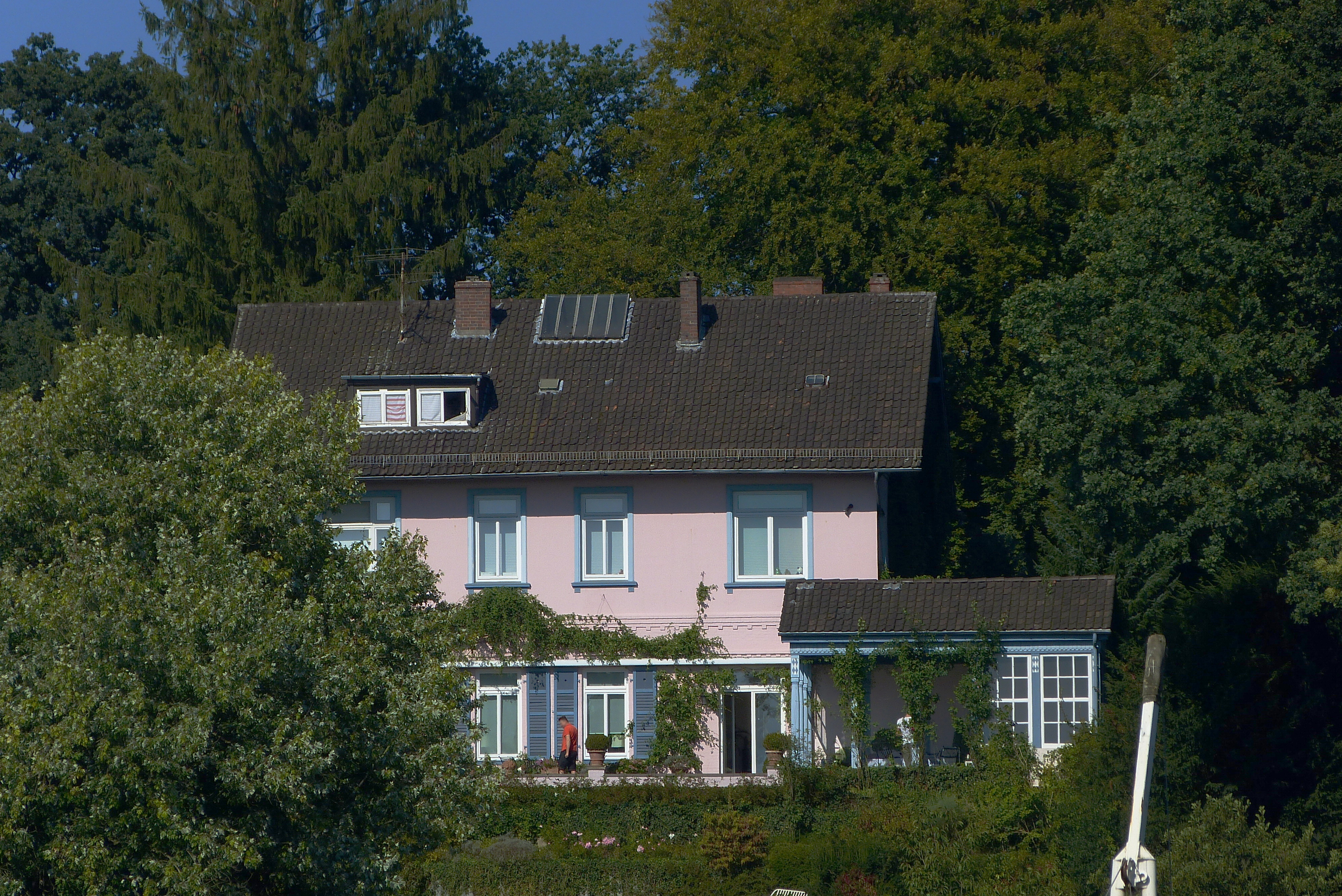
Haus Lichtenegg, Blick vom Lesumbroker Lesumdeich

Das Haus Lichtenegg (früher Haus Reebeck, jetzt auch Alt-Reebeck genannt) befindet sich in Bremen, Stadtteil Burglesum, Ortsteil Lesum, Lesmonastraße 66. Das Haus entstand 1844 und als Umbau in den 1890er-Jahren. Es steht seit 1981 unter Bremer Denkmalschutz.

## Geschichte

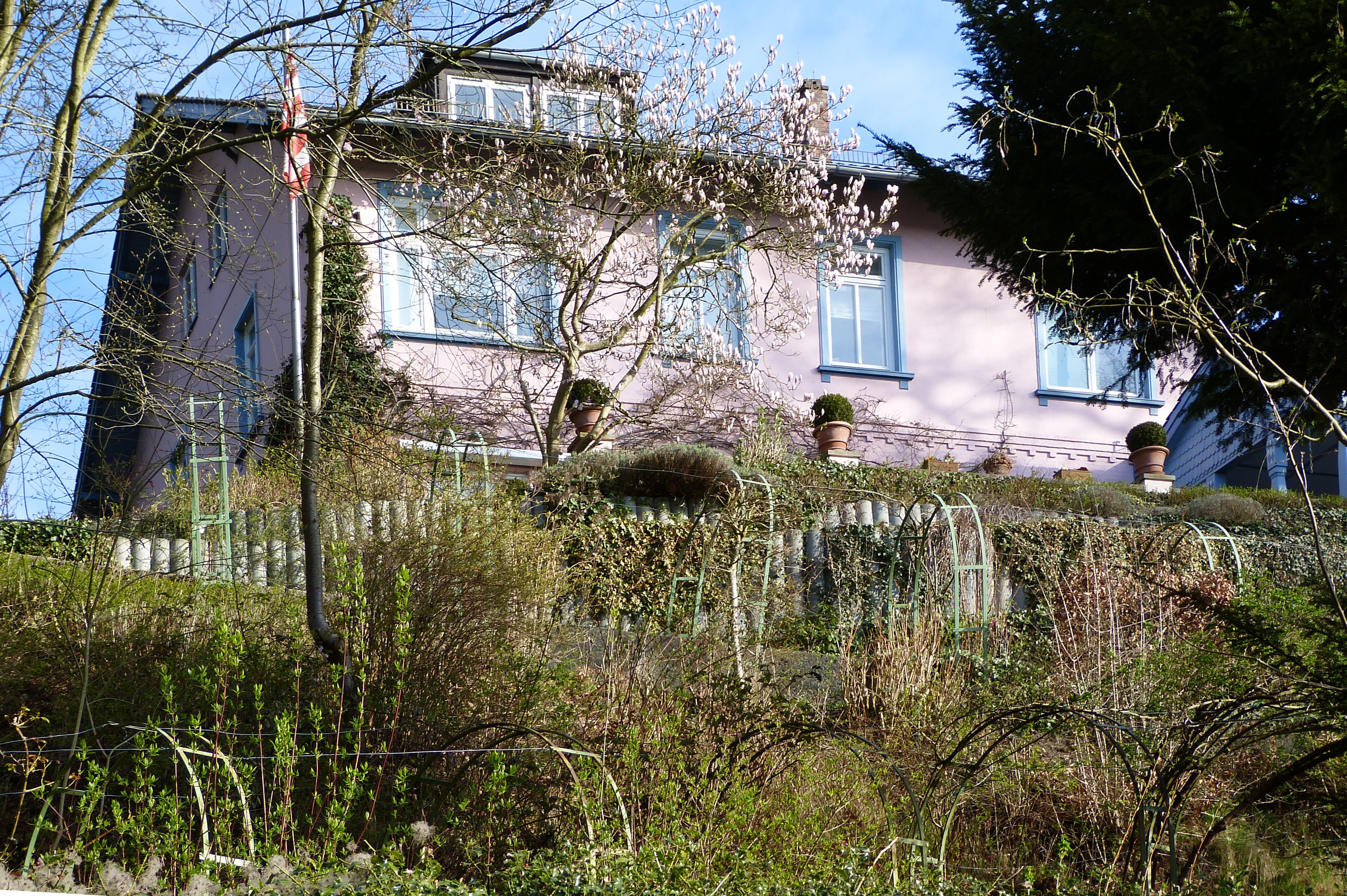
Haus Lichtenegg, Blick vom Admiral-Brommy-Weg

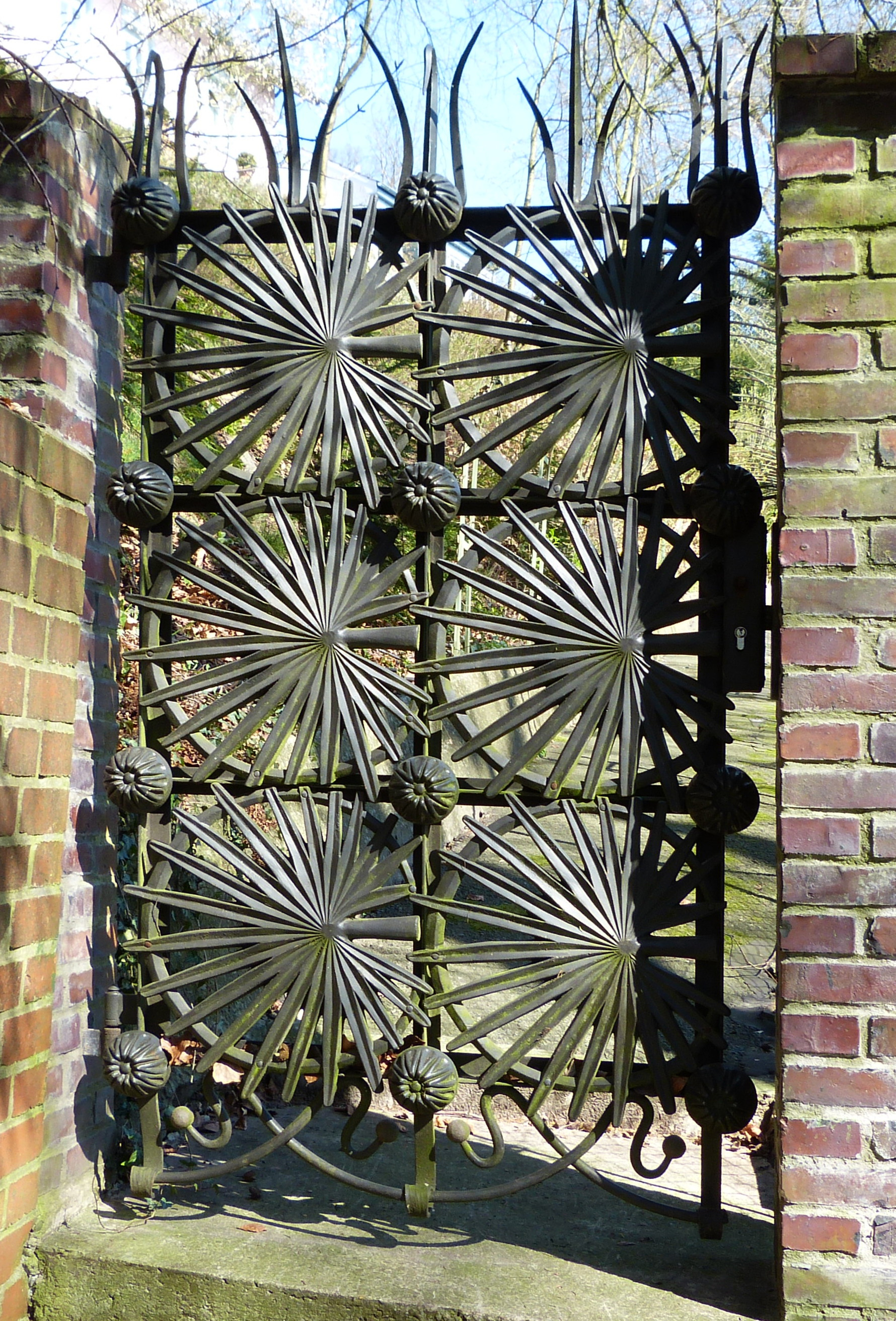
Lichtenegg, Gartentor

Die zweigeschossige, verputzte, rechteckige Villa mit einem Sockelgeschoss, Satteldach, Zierfachwerk im Giebel, einer Tür im Jugendstil, Loggia und der gartenseitigen Veranda wurde 1844 für den Zigarrenfabrikant August Ferdinand Dreier (1808–1895) gebaut. Er soll als erster Bremer Kaufmann am Steilufer der Lesum einen Landsitz errichtet haben. In der Epoche der Jahrhundertwende wurde 1894 das Haus umgebaut. Bemerkenswert ist das Tor mit stilisierten Palmwedeln am Admiral-Brommy-Weg. Der Künstler Erich Klahn wohnte um 1960 in dem Haus.
Das Haus steht unmittelbar am Steilhang der Geestkante. Der Blick vom Admiral-Brommy-Weg (siehe Foto) zeigt eine merkwürdige Perspektive, da auf kurzer horizontaler Entfernung ca. 15 Höhenmeter zwischen der Kameraposition und der Geländeoberkante beim Haus liegen.
Heute (2018) wird das Haus für Wohnzwecke und Büros genutzt.
An der Lesmonastraße stehen mit der Nr. 3 (Villa Trost) und 70 (Haus Mindeströmmen) zwei weitere denkmalgeschützte Häuser.